# Guniw Tools
I Guniw Tools sono un gruppo musicale giapponese, nato come estensione musicale del laboratorio artistico Guniw ed attualmente in pausa a tempo indeterminato dal 2000.
Sono considerati fra le figure più cult del panorama underground giapponese, ed il loro leader Full è tuttora uno dei musicisti d'avanguardia più influenti in patria.
La band è ascrivibile nel visual kei dato il ruolo di primo piano riservato alla parte visiva del progetto (paritaria rispetto alla parte musicale), pur non eseguendo un genere affine al glam o al metal.

## Nota sul nome
Il nome della band proviene da Guniw, il nome dell'atelier di Full, che a sua volta è una sorta di rōmaji creativo di "gunya gunya" (グニャグニャ?), onomatopea che in Giappone viene usata per indicare le cose molli e gommose e la cui origine etimologica è da ricercarsi nella pianta konjac, chiamata dai giapponesi "kon'nyaku" (コンニャク?), da cui si ricava una gelatina vegetale commestibile. "Guniw Tools" è quindi pressoché traducibile come "gli strumenti gommosi".

## Storia
Lo studio Guniw è un laboratorio artistico fondato da Full nel 1989 e dedito a rappresentare il suo complesso universo immaginifico con varie forme quali le arti visive, l'artigianato e la filmica; a questi ambiti si aggiunge anche la musica quando, nel 1992, Full incontra il musicista Jake e con lui fonda i Guniw Tools.
Inizialmente il duo si dedica alla realizzazione di brani venati da temi fantastici e naïf, con testi ispirati alle fiabe europee e musiche allegre e giocose; anche i costumi di scena sono sullo stesso stile, e FULL indossa i panni del "principe azzurro", aiutato dalla sua voce dolce che si presta al ruolo. In questo senso è possibile tracciare un parallelo fra i primi Guniw Tools ed i Da'vid shito:aL, altro gruppo che si ispirava ad un'atmosfera sognante e giocosa. Successivamente entra a far parte dei Guniw Tools il chitarrista Asaki, inizialmente come membro di supporto e subito accolto come componente ufficiale dato il grande favore riscosso fra i fan; i testi alienati di Full, il gusto dolce di Jake e le note elettroniche di Asaki formano ora un trio omogeneo. Grazie al loro aspetto bizzarro (soprattutto FULL è noto per i suoi cappelli creati da lui stesso e particolarmente fantasiosi), alla musica altrettanto stramba ed ai live colorati che avevano procurato loro molti fan ancor prima di pubblicare un solo disco, i Guniw Tools firmano un contratto discografico nel 1994 con l'etichetta major Victor Entertainment, a cui resteranno legati per tutta la loro carriera.
Il primo periodo 1996-1997 è fervido di pubblicazioni sia musicali sia filmiche, ma nel settembre 1997, dopo l'uscita del secondo album Other Goose Jake decide di lasciare il gruppo per divergenze artistiche: da questo momento il sound della band cambia radicalmente, passando da melodioso e colorato a fortemente elettronico e sperimentale. La parte centrale della produzione dei Guniw Tools (1997-1999) si basa principalmente su brani techno composti da complessi collage di campionamenti e da intere canzoni basate su semplici riff di chitarra ripetuti in rondò ed arricchiti di elementi armonici. Nella terza parte della loro produzione, dal 1999 al 2000, i Guniw Tools recuperano il gusto per gli strumenti tradizionali con brani dall'arrangiamento acustico semplice, ma costruzione melodica complessa ed influenzata dalla musica new wave e dal britpop.
Nel novembre del 2000 esce un best of su due CD (uno dedicato al periodo con Jake, l'altro a quello successivo), ed alla fine dell'anno FULL ed ASAKI annunciano ai fan che la band avrebbe interrotto temporaneamente l'attività per due anni per consentire ai componenti di intraprendere carriere soliste; fra le ragioni dello scioglimento vi erano dei problemi con la label Victor (due anni d'inattività avrebbero portato allo scioglimento automatico del contratto).

### Progetti post-Guniw Tools
Dal 2001 sia Full sia Asaki si sono dedicati a molteplici attività: Full ha prima fondato una nuova band, i Nookicky (stilisticamente molto affini all'ultimo periodo dei Guniw Tools) durati dal 2001 al 2005, ed attualmente lavora come solista col nome di Shilfee and Tulipcorobockles ed ha fondato un nuovo gruppo chiamato Tafuca Madara. Asaki, invece, ha fondato nel 2001 gli Age of Punk e dal 2002 è anche contemporaneamente il chitarrista della band Bug. Quanto a Jake, dopo la sua uscita dai Guniw Tools è entrato a far parte dei Super Soul Sonics, ed attualmente cura un progetto solista intitolato Cloudchair.
Passati i due anni di pausa annunciati, in un'intervista radiofonica Full ha dichiarato che al momento gli era difficile ricomporre i Guniw Tools poiché impegnato in altri progetti (riferendosi ai Nookicky), ma sarebbe felice di rimettere in piedi la band con i componenti originali (cioè recuperando Jake).

## Formazione
- Full, vero nome Tomo Furukawa (古川 とも?) - voce
- Asaki, vero nome Asaki Yamahana (山鼻 あさき?) - chitarra, cori

Full si occupava anche della grafica, della regia dei videoclip ed in generale della direzione artistica.

### Ex componenti
- Jake, vero nome Jake Kawase (川瀬 Jake?) - chitarra, basso, pianoforte, cori

### Altri componenti e membri di supporto
- Juichi Watanabe: chitarra
- Miyo Ken: basso
- Ryuji Hase: basso
- Katsushige Okazaki (岡崎 達成?): batteria
- Wataru Daiko: batteria
- DINAH: ballerino
- HIROPON: ballerino

### Cronologia
- FULL: GUNIW TOOLS → Nookicky → SHILFEE AND TULIPCOROBOCKLES[2], TAFUCA MADARA, OCQ
- ASAKI: GUNIW TOOLS → Age of PUNK[3], BUG
  - JAKE: GUNIW TOOLS → super soul sonics → cloudchair[2]

## Discografia
Le specifiche sono indicate fra parentesi "()", eventuali note dopo il punto e virgola ";".

### Album
I cinque album ed il live sono stati ripubblicati in edizione rimasterizzata e con l'aggiunta di bonus track il 23 luglio 2003.

#### Album originali
- 1996 - NIWLUN
- 1997 - OTHER GOOSE
- 1997 - SPARKY
- 1998 - DAZZLE
- 1999 - FICKLE BOON

#### Album live
- 1998 - LIVE SPARKY

### Raccolte
- 2000 - GUNIW 2000Ls BEST; best of su due CD

### Singoli
- 1996 - FANCY PINK
- 1997 - Yomogi no kokoro (ヨモギの心?)
- 1997 - DADA
- 1998 - HUSH and COOL
- 1999 - Shinchūran (真鍮卵?)
- 1999 - GREEN CARNIVAL
- 2000 - CULLUCOO VISION

## Videografia
La sigla "VV" sta per "Video Version". Tutti i video sono raccolte di videoclip, eccetto dove espressamente indicato.
- GUNIW TOOLS 1992-1994 (VHS)
- VV NIWLUN (VHS)
- VV FANCY PINK (VHS)
- VV OTHER GOOSE (VHS)
- VV SPARKY (VHS)
- VV DADA (VHS)
- VV LIVE SPARKY (VHS); live
- VV HUSH and COOL (VHS)
- VV DAZZLE (VHS)
- VV SINGLES (VHS e DVD)
- 23/07/2003 - GUNIW VALUE SET (DVD); cofanetto da cinque DVD contenenti VV NIWLUN, VV OTHER GOOSE, VV SPARKY, VV DAZZLE, VV SINGLES, VV LIVE SPARKY, GUNIW TOOLS 1992-1994, materiali live e dietro le quinte inediti.